# Седі Сінк
Седі Сінк (англ. Sadie Sink, нар. 16 квітня 2002, Бренем, Техас) — американська акторка. Найбільш відома за роллю Макс Мейфілд в серіалі Netflix «Дивні дива».

## Біографія
Народилася в Бренемі, маленькому містечку в східно-центральному Техасі. У неї є три старших брата, Калеб, Спенсер і Мітчелл, а також молодша сестра, Джакі. Її батько — американський футбольний тренер.
Внаслідок її одержимості відтворенням «Класного мюзиклу» зі своїм братом Мітчелом, коли їй було всього сім років, її мати вирішила відправити доньку на акторські курси неподалік від Х'юстона. В результаті Сінк успішно пройшла прослуховування на головну роль у бродвейське відродження мюзиклу «Енні» у 2012 році. Їй доводилося готуватися до ролі, беручи уроки танців і займаючись вокальною підготовкою.
У той час, коли ще грала у п'єсі, вона також знялася в одному з епізодів телесеріалу «Американці». У 2015 році вона взяла участь у бродвейському спектаклі «Аудієнція» з Хелен Міррен в ролі молодої королеви Єлизавети II. Вона також зіграла невелику роль у фільмі «Чак» (2016).
У 2016 році Сінк отримала одну з головних ролей у другому сезоні серіалу «Дивні дива».
Акторська гра Сінк в епізоді «Четвертий розділ: Дорогий Біллі» 4 сезону «Дивні дива» отримала похвалу критиків.
У березні 2025 року Сінк отримала нерозкриту роль у фільмі кіновсесвіту Marvel «Людина-павук: Новий день» (2026).

## Особисте життя
Седі вважає себе  феміністкою, що вона описує як обов'язок для жінок. Під час зйомок драматичного фільму «Скляний замок» Седі подружилася з Вуді Харрельсоном і особливо з його дочкою Макані. Хоча вона вже була вегетаріанкою, Харрельсон і його сім'я також надихнули її дотримуватися веганства. Седі використовує свої соціальні мережі, щоб підтримувати місцеві притулки та заохочувати своїх шанувальників ставати вегетаріанцями чи веганами.

## Фільмографія

### Фільми
| Рік  |     | Українська назва                       | Оригінальна назва            | Роль          |
| ---- | --- | -------------------------------------- | ---------------------------- | ------------- |
| 2016 | ф   | Справжній Рокі                         | Chuck                        | Кімберлі      |
| 2017 | ф   | Скляний замок                          | The Glass Castle             | 12-річна Лорі |
| 2018 | док | Панування                              | Dominion                     | оповідачка    |
| 2019 | ф   | Елі                                    | Eli                          | Хейлі         |
| 2021 | кф  | Все дуже добре: Короткометражний фільм | All Too Well: The Short Film | Вона          |
| 2021 | ф   | Вулиця страху. Частина друга: 1978     | Fear Street Part Two: 1978   | Зіґґі         |
| 2021 | ф   | Вулиця страху. Частина третя: 1666     | Fear Street Part Three: 1666 | Зіґґі         |
| 2022 | ф   | Кит                                    | The Whale                    | Еллі          |
| 2022 | ф   | Дорога Зої                             | Dear Zoe                     | Тесс          |
| 2024 | ф   | Жертовність                            | A Sacrifice                  | Меззі         |
| 2025 | ф   | О'Десса                                | O'Dessa                      | О'Десса       |
| 2026 | ф   | Людина-павук: Абсолютно новий день     | Spider-Man: Brand New Day    |               |

### Телебачення
| Рік       |   | Українська назва     | Оригінальна назва         | Роль                                          |
| --------- | - | -------------------- | ------------------------- | --------------------------------------------- |
| 2013      | с | Американці           | The Americans             | Лана (Епізод: "Mutually Assured Destruction") |
| 2014      | с | Блакитна кров        | Blue Bloods               | Дейзі Карпентер (Епізод: "Insult to Injury")  |
| 2015      | с | Американська Одіссея | American Odyssey          | Сюзанна Баллард (11 епізодів)                 |
| 2016      | с | Незламна Кіммі Шмідт | Unbreakable Kimmy Schmidt | дівчинка (Епізод: "Kimmy Sees a Sunset!")     |
| 2017—2025 | с | Дивні дива           | Stranger Things           | Макс Мейфілд (33 епізоди)                     |

### Театр
| Рік       | Українська назва       | Оригінальна назва           | Роль                | Місце проведення          |
| --------- | ---------------------- | --------------------------- | ------------------- | ------------------------- |
| 2012—2014 | Енні                   | Annie                       | Енні                | Palace Theatre            |
| 2015      | Аудієнція              | The Audience                | молода Єлизавета II | Gerald Schoenfeld Theatre |
| 2025      | Джон Проктор — лиходій | John Proctor is the Villain | Шелбі Холкомб       | Booth Theatre             |

## Нагороди та номінації
| Рік  | Назва                                                 | Категорія                                                                                        | Робота                             | Результат | Пос.   |
| ---- | ----------------------------------------------------- | ------------------------------------------------------------------------------------------------ | ---------------------------------- | --------- | ------ |
| 2018 | Премія Гільдії кіноакторів                            | Найкраща жіноча роль у драматичному серіалі                                                      | Дивні дива                         | Номінація | [ 8 ]  |
| 2018 | MTV Movie & TV Awards                                 | Найкраща акторська команда (with Гейтен Матараццо, Фінн Вулфгард, Калеб Маклафлін and Ноа Шнапп) | Дивні дива                         | Номінація | [ 9 ]  |
| 2020 | Премія Гільдії кіноакторів                            | Найкращий акторський склад у драматичному серіалі                                                | Дивні дива                         | Номінація | [ 10 ] |
| 2022 | MTV Movie & TV Awards                                 | Найбільш лякаюче виконання                                                                       | Вулиця страху. Частина друга: 1978 | Номінація | [ 11 ] |
| 2022 | Телевізійні нагороди Асоціації голлівудських критиків | Найкраща жіноча роль другого плану у стрімінговому серіалі, драма                                | Дивні дива                         | Перемога  | [ 12 ] |
| 2022 | Сатурн                                                | Найкраща роль молодого актора чи акторки в телесеріалі                                           | Дивні дива                         | Номінація | [ 13 ] |
| 2022 | Кінофестиваль у Вудс-Гоул (Массачусетс)               | Найкраща жіноча роль у повнометражному художньому фільмі                                         | Дорога Зої                         | Перемога  | [ 14 ] |
| 2022 | Кінофестиваль SCAD у Савані                           | «Висхідна зірка»                                                                                 | Кит                                | Перемога  | [ 15 ] |
| 2022 | Асоціація кінокритиків Вашингтона                     | Найкращий молодіжний виступ                                                                      | Кит                                | Номінація | [ 16 ] |
| 2023 | Альянс жінок-кіножурналісток                          | Найкращий жіночий проривний перформанс                                                           | Кит                                | Номінація | [ 17 ] |
| 2023 | Кінопремія «Вибір критиків»                           | Найкращий молодий виконавець                                                                     | Кит                                | Номінація | [ 18 ] |
| 2023 | Nickelodeon Kids' Choice Awards                       | Улюблена телезірка                                                                               | Дивні дива                         | Номінація | [ 19 ] |
| 2023 | MTV Movie & TV Awards                                 | Найкраще виконання в шоу                                                                         | Дивні дива                         | Номінація | [ 20 ] |